# Enemy (canción de Imagine Dragons y J.I.D)
«Enemy» (en español: «Enemigo») es una canción de la banda estadounidense de pop rock Imagine Dragons y del rapero J.I.D. Fue lanzada el 28 de octubre de 2021, por medio de KIDinaKORNER e Interscope Records, como el sencillo principal de la banda sonora de la serie animada de Netflix, Arcane. Fue escrita por ambos intérpretes, el compositor Justin Tranter y el dúo de productores suecos Mattman & Robin.
Debido a la buena recepción que obtuvo, «Enemy» fue agregada digitalmente a la primer mitad del quinto álbum de Imagine Dragons, «Mercury – Act 1», como su tema de apertura, en sustitución de «My Life», así como en el quinto álbum doble de la agrupación, «Mercury – Acts 1 & 2».
«Enemy» volvió a ser lanzada el 11 de noviembre de 2021, nuevamente por KIDinaKORNER e Interscope Records. Esta segunda versión de la canción sustituye el verso de J.I.D por un puente escrito e interpretado por el vocalista de la banda, Dan Reynolds, y fue agrega a la edición japonesa de «Mercury – Acts 1 & 2».
El 23 de noviembre de 2024, la división musical de Riot Games lanzó una tercera versión de «Enemy» como parte de la banda sonora de la temporada 2 de Arcane. A diferencia de sus dos predecesoras, esta nueva versión de la canción, titulada «Enemy (Opening Title Version)», aparece en los créditos iniciales de todos los episodios de ambas temporadas de la serie, con un arreglo orquestal inspirado en Arcane, y fue producida por Mattman & Robin, Alexander Temple y Sebastien Najand.

## Antecedentes
«Enemy» fue anunciada el 15 de octubre de 2021, a través de las redes sociales de la agrupación, de la división musical de Riot Games y del rapero J.I.D, compartiendo la fecha de lanzamiento del sencillo y fijando la hora de estreno de su video musical a las 4:00 AM hora del pacífico.
En un video hablando de la creación de «Enemy», el vocalista Dan Reynolds explicó que Riot Games les compartió la premisa del show mucho antes de su creación, desde sketches y storyboards, pero comprendiendo la dinámica entre las protagonistas Vi y Jinx, y con eso en mente se centraron en componer la canción.

## Composición
«Enemy» fue escrita por la agrupación y el rapero J.I.D, junto al compositor Justin Tranter y el dúo de productores suecos Mattman & Robin, quienes también se encargaron de producirla. El sencillo marca la segunda colaboración de la agrupación con la desarrolladora Riot Games, quienes trabajaron previamente en la canción «Warriors» para la cuarta temporada del Campeonato Mundial de League of Legends en 2014, y la primera vez que J.I.D se asocia con ellos.
Además, es la tercer canción de la banda basada en un videojuego, luego de «Monster» (2013) y «Warriors» (2014) y su decimotercera composición que forma parte de una banda sonora, desde «Hear Me», «On Top Of The World», «Lost Cause», «Ready Aim Fire», «Who We Are», «Monster», «Battle Cry», «Warriors», «Gold (Jorgen Odegard Remix)», «Sucker for Pain», «Not Today» y «Zero».
En palabras de Dan Reynolds, «Enemy» se trata de reconciliar el conflicto interno en un mundo donde se siente imposible confiar incluso en uno mismo. En Arcane, la vida hace que las dos hermanas vayan por caminos diferentes y conduce a una división que amenaza con destrozar una ciudad entera. Al igual que la serie, la canción pretende ser tanto personal como una crítica de una sociedad que parece decidida a crear división.
No obstante, Reynolds comentó en una entrevista a la revista británica NME, que el enfoque que tuvo para componer la canción no fue dirigida hacia League of Legends o Arcane, sino para él mismo, buscando identificarse con los temas que abordaba la serie:

«Nunca he escrito una canción sobre League of Legends o Arcane. Me dan estos temas, los entiendo, y luego encuentro mi verdad en ellos y escribo letras para mí mismo. No puedo escribir para nadie más, simplemente nunca he podido hacer eso. Así es como se unió todo, y cuando le mostré a Christian [Linke] «Enemy», dijo: 'Esta es la canción'.»

El rapero estadounidense J.I.D se sumó al proyecto, interpretando los versos antes del final de la canción, los cuales añaden una dimensión introspectiva y trepidante a la canción, tocando temas de perseverancia y la búsqueda incansable de las propias metas a pesar de la negatividad que pueda provenir de los demás. Su referencia a estar 'fuera de forma, pensando fuera de la caja, soy un astronauta', sugiere liberarse del pensamiento convencional y de las limitaciones que otros intentan imponer. Si bien J.I.D no tenía la intención de participar en «Enemy», Mac Miller lo convenció de hacerlo:

«Escribí este verso hace unos años, pero inicialmente las líneas de apertura eran de una canción que empecé con Mac, me dijo que encajaría mejor en esta canción y me alegro de que lo haya hecho. Esto fue cuando Mac estaba vivo cuando hice este verso, porque me dijo que hiciera la canción. Me dijo: "Iba a ser la mierda más grande de tu carrera". Es como, "Hermano, haz esta canción", pero yo no iba a hacerlo en absoluto. Fue un pequeño retroceso, pero al mismo tiempo, esto es algo único en la vida».

## Video Musical
El video musical de «Enemy» fue estrenado a la par de la canción el 28 de octubre de 2021 y se publicó en el canal de YouTube de Imagine Dragons y League of Legends de manera simultánea. Producido por Riot Games y Fortiche Production, el video presenta a la personaje de League of Legends, Jinx (Powder), en una historia sobre las partes de su niñez que la dirigió a una vida de crimen y muestra varias escenas de ella peleando con su hermana Vi.

## Presentaciones en vivo
Si bien la canción apareció durante la ceremonia de apertura de la final del Campeonato Mundial de League of Legends el 8 de noviembre de 2021, «Enemy» fue interpretada por primera vez el 14 de noviembre de 2021 en la ceremonia de los MTV EMA; y más tarde ambos intérpretes volverían a presentar la canción en la ceremonia de The Game Awards 2021, junto al tema «Build That Wall (Zia's Theme)» de Ashley Barret y Darren Korb. 
Imagine Dragons interpretaría la canción por cuenta propia en el festival iHeartRadio ALTer EGO el 15 de enero de 2022 y durante The Tonight Show Starring Jimmy Fallon el 25 de enero del mismo año. Durante el «Mercury World Tour», «Enemy» fue agregada al repertorio de canciones e interpretada en todos los conciertos de la gira, teniendo a J.I.D como intérprete del tema en cuatro ocasiones diferentes: En el show de Los Ángeles el 12 de marzo de 2022, en el festival March Madness Music 2022 el 3 de abril y los conciertos de Montreal el 3 y 4 de mayo de ese mismo año.

## Lista de sencillos
| Enemy (from the series Arcane League of Legends) |                                                    |                       |          |  |
| N.º                                              | Título                                             | Artista(s)            | Duración |  |
| 1.                                               | «Enemy» (from the series Arcane League of Legends) | Imagine Dragons J.I.D | 2:53     |  |

| Enemy (From the series Arcane League of Legends) |                                                    |                 |          |  |
| N.º                                              | Título                                             | Artista(s)      | Duración |  |
| 1.                                               | «Enemy» (From the series Arcane League of Legends) | Imagine Dragons | 2:53     |  |

| Arcane League of Legends: Season 2 Original Soundtrack |                                 |                       |          |  |
| N.º                                                    | Título                          | Artista(s)            | Duración |  |
| 22.                                                    | «Enemy» (Opening Title Version) | Imagine Dragons J.I.D | 3:06     |  |

## Créditos
Adaptados del sencillo «Enemy» y del booklet de «Mercury – Acts 1 & 2».
Enemy
- Interpretado por Imagine Dragons y J.I.D.
- Escrito por Dan Reynolds, Wayne Sermon, Ben McKee, Daniel Platzman, Robin Fredriksson, Mattias Larsson, Justin Tranter, Destin Route p/k/a J.I.D.
- Publicado por Imagine Dragons Publishing (BMI) / Universal/KIDinaKORNER, Wolf Cousins (STIM) / Warner Chappell Music SCAND (STIM), Justin’s School for Girls (BMI) WARNER TAMERLANE PUBLISHING CORP, Route Way, LLC/Reservoir Media (BMI).
- Producido por Mattman & Robin para Wolf Cousins Productions.
- Grabado en “Ragged Insomnia Studio” (Las Vegas, Nevada) y “Conway Studios” (Los Ángeles, California).[27][28]
- Ingeniería por Imagine Dragons y Ben Sedano.
- Ingeniería Adicional por John Hanes.
- Mezclado por Seban Ghenea.
- Ingeniería de Mezcla por John Hanes.
- Mezclado en “MixStar Studios” (Virginia Beach, VA).
- Masterizado por Randy Merrill en “Sterling Sound” (Nueva York).

℗ 2021 KIDinaKORNER/Interscope Records
Imagine Dragons
- Dan Reynolds: Voz y voces de fondo.
- Wayne Sermon: Guitarra.
- Ben McKee: Bajo.
- Daniel Platzman: Batería.

J.I.D: Voz.
Músicos Adicionales
- Mattman & Robin: Voces de fondo, Guitarra, Bajo, Batería, Brass band, Sintetizador y Programación.
- Justin Tranter: Voces de fondo.

## Listas de Popularidad
| Listas (2021 – 2022)                      | Máxima posición |
| ----------------------------------------- | --------------- |
| Argentina (Argentina Hot 100)             | 68              |
| Australia (ARIA)                          | 15              |
| Austria (Ö3 Austria Top 40)               | 28              |
| Bélgica (Flandes) (Ultratop 50)           | 18              |
| Bélgica (Valonia) (Ultratop 50)           | 28              |
| Canadá (Canadian Hot 100)                 | 21              |
| República Checa (Singles Digitál Top 100) | 3               |
| Finlandia (OFC)                           | 12              |
| Francia (SNEP)                            | 32              |
| Alemania (Offizielle Deutsche Charts)     | 17              |
| Global 200 (Billboard)                    | 3               |
| Hungría (Single Top 40)                   | 7               |
| Hungría (Stream Top 40)                   | 2               |
| Irlanda (IRMA)                            | 12              |
| Italia (FIMI)                             | 35              |
| Lituania (AGATA)                          | 4               |
| Malasia (RIM)                             | 19              |
| Países Bajos (Dutch Top 40)               | 11              |
| Países Bajos (Mega Single Top 100)        | 16              |
| Nueva Zelanda (Recorded Music NZ)         | 20              |
| Noruega(VG-lista)                         | 10              |
| Polonia (Polish Airplay Top 100)          | 59              |
| Portugal (AFP)                            | 6               |
| Eslovaquia (Singles Digitál Top 100)      | 2               |
| Sudáfrica (RISA)                          | 39              |
| España (PROMUSICAE)                       | 50              |
| Suecia (Sverigetopplistan)                | 13              |
| Suiza (Schweizer Hitparade)               | 14              |
| Reino Unido (UK Singles Chart)            | 18              |
| Estados Unidos (Billboard Hot 100)        | 5               |

## Certificaciones
| País (Organismo certificador) | Certificaciones | Ventas certificadas | Ref.   |
| ----------------------------- | --------------- | ------------------- | ------ |
| Australia (ARIA)              | Platino         | 70,000              | [ 60 ] |
| Canadá (MC)                   | Oro             | 40,000              | [ 61 ] |
| España (PROMUSICAE)           | Oro             | 30,000              | [ 62 ] |
| Estados Unidos (RIAA)         | 2× Platino      | 2,000,000           | [ 63 ] |
| Francia (SNEP)                | Platino         | 200,000             | [ 64 ] |
| Grecia (IFPI)                 | Oro (streaming) | 1,000,000           | [ 65 ] |
| Italia (FIMI)                 | Oro             | 50,000              | [ 66 ] |
| Nueva Zelanda (RMNZ)          | Platino         | 30,000              | [ 67 ] |
| Polonia (ZPAV)                | Oro             | 25,000              | [ 68 ] |
| Portugal (AFP)                | Platino         | 10,000              | [ 69 ] |
| Reino Unido (BPI)             | Plata           | 200,000             | [ 70 ] |

## Historial de lanzamientos
| Región         | Fecha                   | Formato                      | Sello                           | Ref.   |
| -------------- | ----------------------- | ---------------------------- | ------------------------------- | ------ |
| Varios         | 28 de octubre de 2021   | Descarga digital Streaming   | KIDinaKORNER Interscope Records | [ 71 ] |
| Estados Unidos | 7 de diciembre de 2021  | Alternative Radio            | Interscope Records              | [ 72 ] |
| Italia         | 10 de diciembre de 2021 | Radio de golpe contemporáneo | Universal Music Group           | [ 73 ] |
| Estados Unidos | 1 de febrero de 2022    | Radio de golpe contemporáneo | Interscope Records              | [ 74 ] |
| Todo el Mundo  | 9 de noviembre de 2023  | Disco ilustrado              | Interscope Records              | [ 75 ] |